# Kobilica
Kobilica är ett berg i Kosovo. Det ligger i den södra delen av landet, 70 km söder om huvudstaden Priština. Toppen på Kobilica är 2 528 meter över havet, eller 316 meter över den omgivande terrängen. Bredden vid basen är 1,9 km.
Terrängen runt Kobilica är huvudsakligen bergig, men den allra närmaste omgivningen är kuperad. Runt Kobilica är det tätbefolkat, med 683 invånare per kvadratkilometer. Närmaste större samhälle är Prizren, 17,7 km nordväst om Kobilica. Omgivningarna runt Kobilica är en mosaik av jordbruksmark och naturlig växtlighet.